# Massaker von Škabrnja

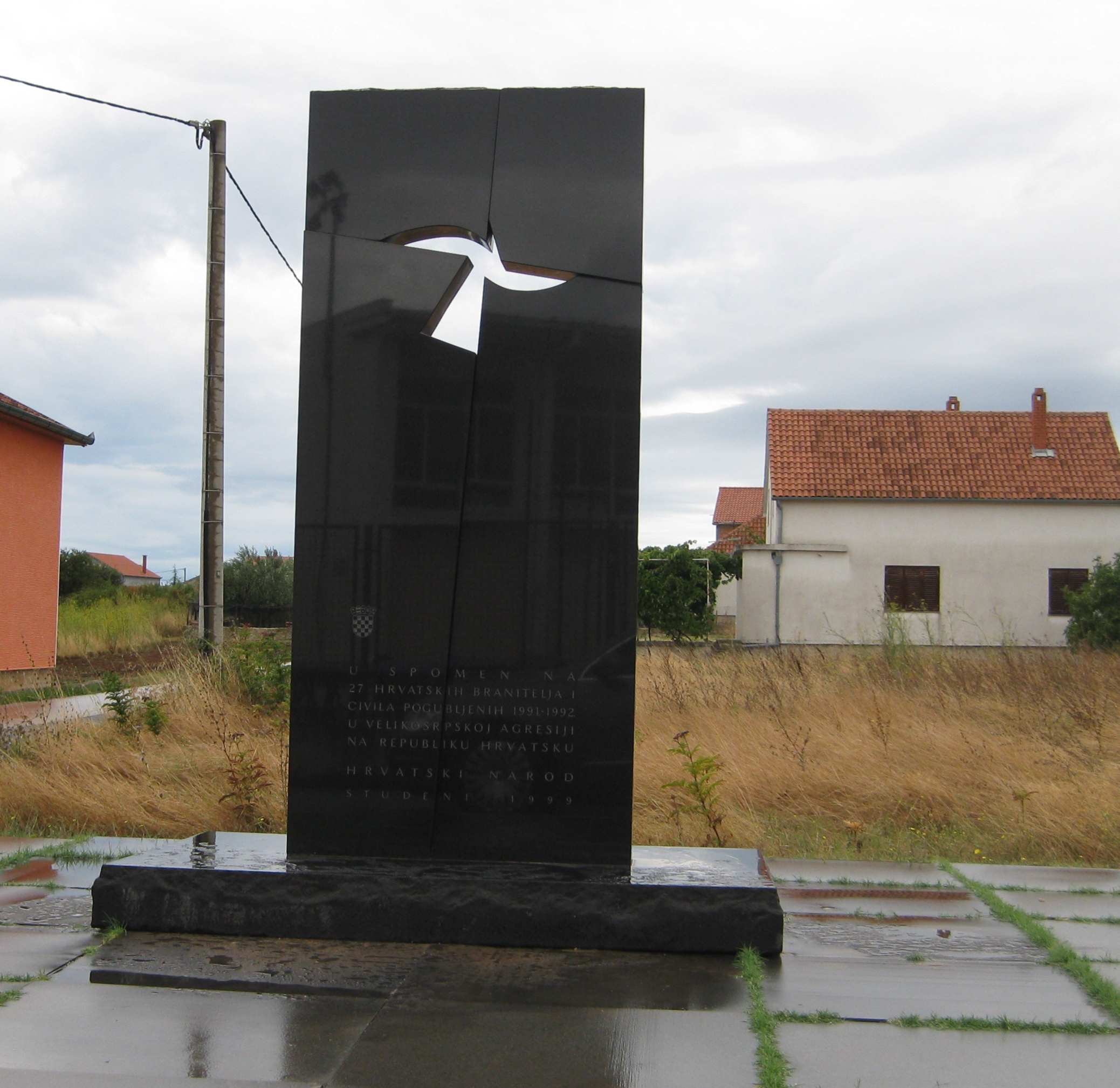
Mahnmal für die Opfer in Škabrnja

Das Massaker von Škabrnja  war ein Kriegsverbrechen der Jugoslawischen Volksarmee (JNA) und lokaler serbischer Freischärlerverbände, das am 18. November 1991 im Ort Škabrnja nahe Zadar während des Kroatienkrieges verübt wurde.
Škabrnja hatte gemäß der Volkszählung von 1991 eine Einwohnerzahl von 1.953 Menschen in 397 Haushalten. In dem Ort lebten größtenteils Kroaten. Im November 1991 begannen lokale serbische Paramilitärs aus den umliegenden Dörfern mit militärischer Unterstützung von Einheiten der in Knin stationierten Jugoslawischen Volksarmee im Rahmen der ethnischen Säuberungen ihre Angriffe gegen Dörfer mit kroatischer Bevölkerung. Zielsetzung war die Schaffung der sogenannten und international nicht anerkannten Republik Serbische Krajina. Unter den angegriffenen Dörfern befand sich auch der etwa 15 Kilometer ostsüdöstlich der Stadt Zadar gelegene Ort Škabrnja. 
Am 18. November durchbrachen die Angreifer die Verteidigungslinien der Dorfbewohner, gingen von Haus zu Haus und ermordeten 25 Menschen, die nicht fliehen wollten oder konnten. Zwischen dem 18. November und dem Februar wurden weitere 12 kroatische Zivilisten, die im Dorf geblieben waren, von den serbischen Paramilitärs ermordet. 
Insgesamt wurden während des Kroatienkrieges 82 Einwohner von Škabrnja getötet.

## Gerichtsprozesse
Für dieses Kriegsverbrechen wurden Milan Babić und Milan Martić vom ICTY (Internationaler Strafgerichtshof für das ehemalige Jugoslawien) verurteilt.